# Route nationale 611
Pour les articles homonymes, voir Route 611.
La route nationale 611 ou RN 611 était une route nationale française reliant Homps à Estagel. À la suite de la réforme de 1972, elle a été déclassée en RD 611.

## Ancien tracé d'Homps à Estagel (D 611)
- Homps
- Lézignan-Corbières
- Fabrezan
- Thézan-des-Corbières
- Durban-Corbières
- Villeneuve-les-Corbières
- Col d'Extrême
- Tuchan
- Paziols
- Estagel